# دروازه سمرقند
دروازهٔ سمرقند یک «دروازهٔ دژی» است  که در جایگاه نخستینش در بخارا بازسازی شده‌است. این دروازه برای نخستین بار در نیمهٔ دوم سدهٔ شانزدهم، زیر فرمان عبدالله خان دوم در پایتخت آنزمان خانات بخارا ساخته شد. این دروازه در بخش شمال خاوری دیوار-دژ بخارا ساخته شده‌بود.
در ۱۷ مه ۱۹۳۹ در زمان فرمانروایی شوروی همراه با دیوارهای شهر که در همسایگی دروازه جای داشت با بهانهٔ «بازدارندگی برای رفت و آمد عادی در شهر» ویران شد.
این دروازه، یکی از ۱۱ دروازهٔ بخاراست که تا امروز ساخته شده‌است و همچنین یکی از ۴ ‌دروازه‌ای‌ست که پس از ویرانی، با همان ساختار و ریختار پیشین بازسازی شده‌است.
این دروازه‌ همچنین از اندک دروازه‌های دژی (به همین نام) هست که در تاشکند، جیزک و... وجود داشته‌است. آنها در بزرگراهی به نام ابوعلی‌سینا جای دارند.
نام این دروازه از شهری به همین نام - سمرقند - گرفته شده‌است که بخارا با آن پیوند چند صد ساله و پیوسته داشته‌است.
ته جاده‌ای که از میان این دروازه می‌گذشت به کاخ‌های امیران بخارا مانند ستاره ماه خاصه، کاری و کرمین می‌انجامید.
این سازهٔ معماری در فهرست ملی املاک و مستغلات میراث فرهنگی-مادی ازبکستان گنجانده شده‌است.

## بن‌مایه
- همکاری‌کنندگان ویکی‌پدیا، «Ворота Самарканд»، ویکی‌پدیای روسی، دانشنامهٔ آزاد (بازیابی ۱۰ آبان ۱۴۰۱)

1. ↑  «نقش و نگارهای هنری روی در و دروازه‌های «بخارا» +تصاویر». ساعت ۲۴.